# Чедо Капор
Чедо Капор (Требиње, 7. април 1914 — Сарајево, 20. март 2004) био је учесник Шпанског грађанског рата и Народноослободилачке борбе и друштвено-политички радник СФР Југославије.

## Биографија
Рођен је 7. априла 1914. године у Требињу. После завршене основне школе, изучио је графички занат у Београду. 
Као млади радник приступио је радничком покрету, а 1936. године је примљен у чланство Комунистичке партије Југославије. Због револуционарног рада више пута је хапшен, а 1936. је одговарао и пред Државним судом за заштиту државе. 
Године 1936. године, отишао је у Шпанију као добровољац где се у редовима 45. Интернационалне бригаде борио за одбрану Шпанске републике и против фашизма. У Шпанској републиканској армији је био политички радник у чети, батаљону и бригади. Постао је комесар Југословенске националне групе шпанских бораца. Године 1939. после пада Барселоне и пораза Шпанске републике, заједно са другим борцима Интернационалних бригада, одлази у Француску. У Француској се све до краја 1941. године налазио у концентрационим логорима Сен Сипријен и Гирс, где су били заточени борци Интернационалних бригада. 
Јануара 1942. године успео је да се преко Немачке пребаци у окупирану Југославију, где се одмах укључио у Народноослободилачку борбу. Током рата био је на дужностима:
- инструктора Оперативног штаба НОП одреда Херцеговине
- заменика политичког комесара Јужнохерцеговачког партизанског одреда
- секретар Окружног комитета КПЈ за Херцеговину
- политичког комесара Десете херцеговачке ударне бригаде
- секретар Обласног Народноослободилачког одбора за Херцеговину

Био је члан Земаљског антифашистичког већа народног ослобођења Босне и Херцеговине (ЗАВНОБиХ) и Антифашистичког већа народног ослобођења Југославије (АВНОЈ).
После ослобођења Југославије, 1945. године, налазио се на разним одговорним друштвено-политичким функцијама. Био је секретар Обласног комитета КПЈ за Херцеговину; министар саобраћаја у Влади Народне Републике Босне и Херцеговине; помоћник министра саобраћаја у Влади ФНРЈ; председник Савета за локалну индустрију и локалне послове Владе НР БиХ; директор Дирекције машиноградње и металне индустрије БиХ; председник Народног одбора Требињског среза; члан Извршног већа НР БиХ; секретар за саобраћај и путеве БиХ и председник Одбора за индустрију и саобраћај Скупштине Босне и Херцеговине. 
Био је члан Централног комитета Савеза комуниста Босне и Херцеговине и члан Председништва ЦК СК БиХ. Више пута је биран за посланика скупштине БиХ и посланика Савезне скупштине СФРЈ. Био је председник Ауто-мото савеза Југославије, председник Матице исељеника Босне и Херцеговине и потпредседник Савезног одбора СУБНОР-а Југославије. Искључен је 1974. из СКЈ, због сукоба са тадашњим руководством СКБиХ. Умро је 20. марта 2004. године у Сарајеву. Син његовог рођеног брата Гојка, био је књижевник Момо Капор. 
Носилац је Партизанске споменице 1941. и других југословенских одликовања, међу којима су Орден народног ослобођења, Орден братства и јединства и Медаљом за храброст
у Шпанском грађанском рату.